# Birki (Chujúyiv)
Birki (en ucraniano: Бірки, romanizado: Birky) es un pueblo ucraniano perteneciente al óblast de Járkov. Situado en el este del país, forma parte del raión de Chugúyiv y del municipio (hromada) de Zmíyiv.

## Toponimia
El nombre de la ciudad en otros idiomas de importancia local es Borki (en ruso: Борки).

## Geografía
Birki se encuentra entre los ríos Mzha y Dzhjun, a 25 km al oeste de Zmíyiv y a unos 40 km al suroeste de Járkiv.

## Historia
La fecha de fundación de Birki es 1659.
En 1864 se registraron 1321 personas y el ferrocarril se inauguró en 1869. Este fue el lugar del accidente ferroviario de Borki, que casi mata al zar Alejandro III de Rusia en 1888. Tanto el emperador como sus familiares resultaron ilesos, pero otros 23 pasajeros murieron. En el lugar del accidente, en agradecimiento por la preservación de la familia imperial, se construyó entre 1891 la iglesia del Cristo Salvador en Birki, destruida por las autoridades soviéticas en 1931. A principios del siglo XX, el asentamiento de Borki era el centro del vólost homónimo dentro del uyezd de Zmíyiv de la gobernación de Járkov.
Durante la Segunda Guerra Mundial, Birki estuvo bajo ocupación alemana, con interrupciones, desde octubre de 1941 hasta principios de septiembre de 1943. La dirección Pervomaiski-Borki fue escenario de feroces batallas con el objetivo de cortar el ferrocarril Járkov-Lozová-Dnipró en mayo de 1942, febrero-marzo de 1943 y septiembre de 1943.
En 2013 se produjo la inauguración del monumento a Alejandro III, que contó con la presencia del primer ministro ruso Dmitri Medvédev.
Hasta el 18 de julio de 2020, Birki perteneció al raión de Zmíyiv. El raión fue abolida en julio de 2020 como parte de la reforma administrativa de Ucrania, que redujo el número de raiones del óblast de Járkov a siete. El área del raión de Zmíyiv se fusionó con el raión de Chujúyiv.

## Demografía
La evolución de la población de Birki entre 1864 y 2001 fue la siguiente:
| 1321                                                          | 1628 | 1867 | 2791 | 3077 | 2936 |
| (Fuente: Cities & Towns of Ukraine y UKRAINE: Größere Städte) |      |      |      |      |      |

## Infraestructura

### Arquitectura, monumentos y lugares de interés
Ya no queda nada de la iglesia del Cristo Salvador de Birki ni hay planes para su posible reconstrucción.

### Transporte
La carretera regional P-51 (antigua carretera territorial T-21-07) y el ferrocarril Sebastopol-Járkov atraviesan el pueblo.

## Galería

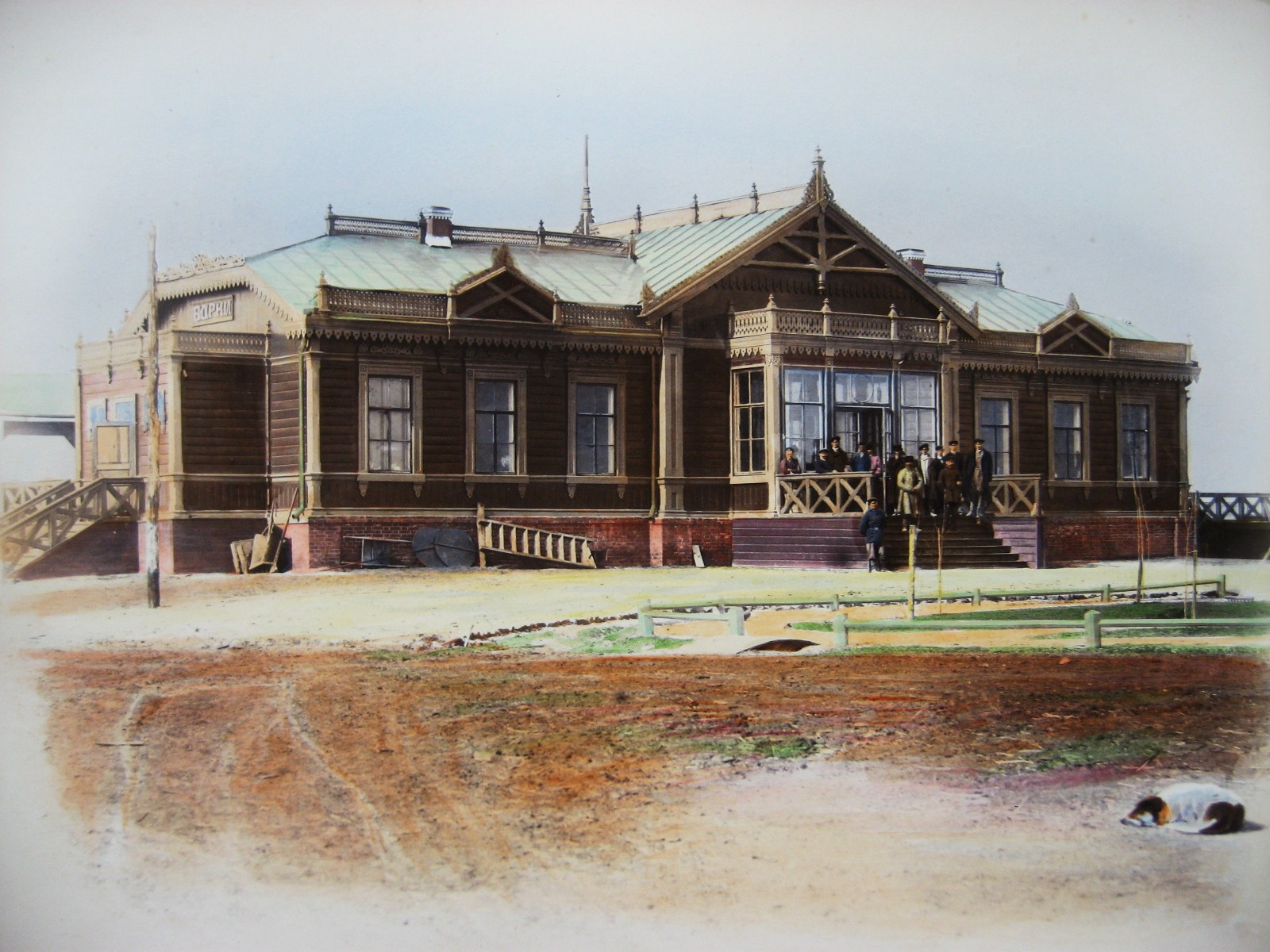
Antigua estación de trenes de Birki
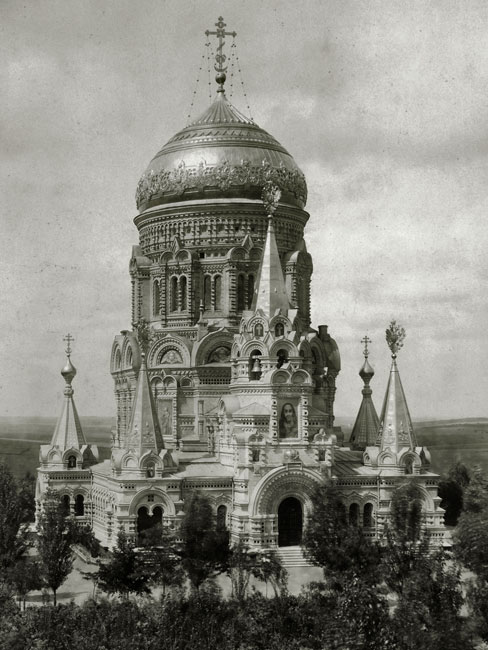
Iglesia del Cristo Salvador de Borki